# Вилочное восстание
Вилочное восстание или Восстание «Чёрного орла» (тат. Сәнәк сугышы) — крестьянское восстание в феврале-марте 1920 года, на территории Белебеевского, Бирского, Мензелинского уездов и частично Уфимского уезда Уфимской губернии, а также смежных с ней уездов Казанской и Самарской губерний. Было подавлено в середине марта 1920 года регулярными частями РККА.

## Название
Название связано с тем, что считалось, что главным оружием повстанцев были вилы и топоры, хотя они и имели небольшое количество огнестрельного оружия — около 1200 винтовок. В башкирской историографии принято другое название — восстание «Чёрного орла». В эмигрантской литературе встречается название восстание «Чёрного орла и земледельца» (по названию эсеровской организации, предположительно участвовавшей в руководстве восстанием (Ильин-Шаховский, К. Крапивин, А. Милованов и М. Никонов)). В документах Центрального штаба повстанцев словосочетание «Армия Черного орла» употребляется как самоназвание.

## Предыстория
После освобождения от белых, в конце 1919 года в Уфимской губернии развернулась продразвёрстка, которая производилась без учёта огромного урона, который понесли прифронтовые районы от военных действий во время Гражданской войны, реквизиции рабочего и продуктивного скота белыми и красными армиями, убыли мужского населения в ходе мобилизаций. Основным средством выполнения продразвёрстки являлись принуждение и насилие, хлеб изымался подчистую, без учёта продовольственных нужд местного населения. В 1919—1920 годах продотрядами в Уфимской губернии было собрано 14 миллионов 323 тысяч пудов зерна, что составляло 9,5 % от всего хлеба, заготовленного Наркомпродом во всех регионах РСФСР.
Реальная угроза голода подтолкнула крестьян на открытое массовое восстание. По ходу восстания кроме протеста против продовольственной диктатуры большевиков, появились также религиозные мотивы борьбы за веру и движение за присоединение к Башкирской республике.

## Воззвание Центрального повстанческого штаба
Зачем мы восстали?
Кто мы? Кто наши враги?
Мы - многомиллионное крестьянство. Наши враги - коммунисты. Они пьют нашу кровь и угнетают нас, как рабов. Они отбирают наш последний кусок для того, чтобы вести гражданскую войну. Для чего ведется гражданская война? Когда подохнем от голода и болезней.
Товарищи, братья и граждане, пожалейте наших сынов и братьев, которых бьют, как мух. Они умирают от голода и болезни, как скотина.
Избавимся от этого ужаса. Восстанем как один.
И снимем коммунистическую петлю.
Все к оружию как один.
Спасайте от голода ваших сынов и от подлой смерти наших сынов.
Долой коммунистов. Долой гражданскую войну.
Только выборные от всего народа в этом собрании установят порядок.
Вперед.
Центральный повстанческий штаб 

## Ход восстания
Началось восстание 7 февраля 1920 в богатом и сильном русском селе Новая Елань (ныне Альметьевский район Татарстана), где был разгромлен продотряд, который силой пытался забрать у крестьян государству 5535 пудов зерна, что было непосильно для крестьян. При этом, как сообщал позже в своём докладе уполномоченный губЧК и губкома И. А. Тучков, продуполномоченный Пудов угрожал, что если наряд не будет выполнен в 24 часа, то он приедет с продовольственным отрядом «молотить хлеб штыками». На просьбу крестьян объяснить, почему нет нормы, Пудов отвечал: «нормы никакой нет и возьмём до фунта». Чтобы вынудить крестьян отдать весь хлеб, Пудов 4 февраля приказал взять в заложники 20 человек, среди которых были две женщины, запереть их в холодном амбаре и держать там до тех пор, пока их односельчане не соберут требуемое количество зерна. На дворе стоял февраль, а ночью трещали тридцатиградусные морозы.
Утром 7-го крестьяне подали Пудову от имени общего собрания прошение об освобождении арестованных, и дать им обвинение, если они виновны, просили «назначить им суд за проделки». Хлебный наряд обещали выполнить добросовестно. При невозможности освободить арестованных, просили Пудова самого успокоить семьи, указывая, что при таком положении невозможно производить работу. На это Пудов им ответил: «в другую ночь будете арестованы все и сидеть в холодном помещении или расстреляны».
Убедившись, что продуполномоченный ни на какие разумные доводы не реагирует, вооружённая вилами и топорами толпа разгневанных сельчан двинулась к амбару и, разоружив охрану, крестьяне освободили односельчан-заложников. Во время столкновения было убито четверо продотрядников, остальным, в том числе и уполномоченному Пудову, удалось бежать из села и добраться до Чистополя.
9 февраля в Новую Елань прибыли для переговоров председатель Мензелинской уездной ЧК Михаил Головин и начальник Заинской милиции Корнилов. В процессе переговоров между ними и крестьянами произошёл конфликт, в ходе которого Головин и Корнилов были убиты. В стычках с крестьянами погибло ещё несколько продотрядников, остальные бежали.
10 февраля бывший фельдфебель русской армии Алексей Милованов взялся руководить тремя тысячами восставших крестьян, собравшихся в деревне Корчажки Заинской волости. Восставшие в этот же день взяли Заинск. 11 февраля Милованов, Крапивин и Никонов создали в Заинске центральный штаб восстания, которое стремительно разрасталось: к 14 февраля восставших насчитывалось уже около 40 тысяч человек.
Вскоре повстанческое движение распространилось на соседние Белебеевский, Бирский и Уфимский уезды Уфимской губернии, а также смежные с ней уезды Казанской и Самарской губерний. Основную массу повстанцев составило крестьянство, численность которых составила около 26 тысяч человек. В движении активное участие приняли участие жители русских, татарских, башкирских, немецких и латышских селений. Из крестьянства выделялись руководители, и постепенно восстание приобрело более организованный характер. Повстанцы объявили мобилизацию в «народную армию Чёрного Орла». Восставшие в основном были вооружены вилами, топорами, пиками; у них имелось около 1200 винтовок, несколько пулемётов. Восставшие расправлялись с продотрядниками и руководителями Советской власти на местах.
В Заинске был создан штаб «Чёрного Орла» (К. Крапивин, А. Милованов, М. Никонов, Ильин-Шаховский), который координировал действия восставших крестьян. Также создавались волостные и районные штабы восставших.
Повстанцы из Заинска заявляли что «главным нашим организатором является Заки Валидов… Перебив коммунистов, мы избрали бы главой правительства Заки Валидова. Ему мы дали слово — обещали…». Валидов, председатель башкирского ВРК и член партии большевиков, отрицал свою связь и связи Башправительства с восставшими.
Один из штабов «Чёрной Армии» располагался в селе Бакалы Белебеевского уезда Уфимской губернии, где 27 февраля прошло его первое заседание. В воззвании Бакалинского штаба прозвучало обращение к «верующим христианам и мусульманам» расправляться с коммунистами. Председатель Уфимского губисполкома Б. М. Эльцин в марте 1920 года в своём докладе указал что «народ восстаёт массами, вооружается вилами, топорами, граблями и бьёт коммунистов… Интереснее всего то, что восставшие — мусульманская часть населения [губернии]… Мусульманский мир начинает пробуждаться». Мусульмане губернии — башкиры, татары и мишари присоединились к восстанию против большевиков в связи с тем, чтобы присоединиться к мусульманской, по их восприятию, Башкирской республике. Один из духовных руководителей повстанцев ишан Бадретдин разослал воззвание начать войну за мусульманскую веру — джихад: «Собрав все силы, надо начать священную борьбу за веру… Уничтожение одного безбожника-коммуниста равносильно хождению на поклон к гробнице пророка Магомета…».
22 февраля 1920 года в селе Актыш Мензелинского уезда произошёл бой между отрядом из Сарапула и восставшими, в ходе которого было убито 800 человек. В деревне Дюртюли Бирского уезда был разгромлен отряд красноармейцев.
Вспышка восстания в Казанской и Самарской губерниях была погашена красными с помощью регулярных войск. В то же время восставшие Уфимской губернии с трёх сторон — севера (со стороны Бирска), запада (со стороны Мензелинска) и юго-запада (со стороны Белебея) наступали в сторону Уфы. 29 февраля отряды восставших в числе 25800 человек при 1268 винтовках и 2 пулемётах стояли в 20 верстах севернее от Уфы. Бирский уездный комитет РКП(б) 1 марта 1920 года выпустил воззвание, в котором основным виновником возникновения восстания указал башкир: «Товарищи крестьяне!… В некоторых волостях, главным образом, с мусульманским населением, кулацким элементом, дезертирами, вернувшимися из Сибири белобандитами поднято восстание против Советской власти, причём, невежественные, одураченные башкирские орды, выдавая себя за Чёрную Армию, громят население, избивают своих же учителей и учительниц, советских служащих, библиотекарей, коммунистов и сочувствующих… Такое безумное выступление озверелой башкирской толпы рассчитано на то, что сознательное крестьянство под давлением повстанцев, очертя голову, примкнёт к бунтовщикам. Товарищи! Не нужно крови!».
4 марта 10 тысяч восставших крестьян, имея с собой 150 винтовок и 2 пулемёта, выдвинулись со стороны селений Москово, Ляпустино и Ельдяк в сторону города Бирска. По некоторым данным, между повстанцами и Правительством Башкирской АССР — Башкирским военно-революционным комитетом (Башревкомом) поддерживались скрытые контакты. К примеру, жители деревни Бикметово Белебеевского уезда составили приговор о согласии присоединиться к Башкирской республике, а их избранный делегат Ахметдин Гайнанов привёз из Стерлитамака призыв бороться с коммунистами. Подобные приговоры о присоединении к Башкирской АССР были составлены и в других селениях и волостях Уфимской губернии. Житель деревни Аднагулово Кашафгали Камалетдинов, который принимал участие в распространении воззвания привезённого Гайнановым из Стерлитамака, в своих показаниях указал следующее: «В средних числах февраля 1920 года к нам в деревню Аднагулово приехал от Заки Валидова кожевенник дер. Бикметово Ахмаддин Гайнанов, приехал как раз во время базара, на котором говорил жителям, что к Башкирской автономии отошли губернии Пермская, Уфимская, Казанская, сказав затем, что предстоит борьба с коммунистами, но бояться нечего…, так как стоит об этом сообщить Заки Валидову, как он сможет их освободить». Вскоре начали распространяться листовки, где говорилось: «Будьте готовы, идёт армия Заки Валидова. Уничтожим коммунистов! Красная Армия на стороне Заки Валидова. Когда придёт Заки Валидов, отбирать хлеб не будут!».
Председатель Уфимского губисполкома Б. М. Эльцин в марте 1920 года в своём докладе указал что «…замечается полное разложение советской власти как в самих советах, так и в войсках. Полный паралич власти. Здесь нет слоёв, поддерживающих советскую власть. Мы представляем собой каких-то бонапартиков, оторванных от масс. В Уфимской губернии мы получили полный политический провал… — Нужно сделать так, чтобы население было кровно заинтересовано в поддержании Советской власти. Мы находимся на краю гибели. Если это восстание будет подавлено, то следующее, — более организованное наступление башкир может свергнуть не только нас, но и вообще советскую власть…». А Уфимский губернский комитет РКП(б) обвинил Башревком и его председателя З. Валидова в контрреволюционной агитации среди башкирского населения губернии.
Обстановка для советской власти в Белебеевском уезде была критической, об этом председатель Белебеевского уездного исполкома Клюев докладывал из Белебея в Уфу: «…банды восставших находятся в 64 верстах от Белебея; в захваченных прокламациях повстанцев фигурируют лозунги „Долой коммунистов! Да здравствует Красная Армия! Да здравствуют большевики и свободная торговля!“… Согласно захваченного приказа, повстанцы имеют целью двинуться на Чишмы, якобы для соединения с ожидающим их там Заки Валидовым. Население, в особенности кулаческое и башкирское, встречает эту банду везде восторженно. По занятии местностей, они мобилизуют всех и гонят вперёд, имеют много сборной кавалерии… Ведётся травля и избиение даже учителей и мугалимов… Штаб их находится в Чалпах Бугульминского уезда, приказы подписаны комендантом Ибрагимовым… Высылайте реальную силу прямо в Белебей немедленно… Малейшее промедление грозит непоправимой опасностью…». 1 марта 1920 года город Белебей был занят повстанцами. В связи с этим представитель ЦК РКП(б) Л. Д. Троцкий отправил телеграмму в Реввоенсовет Туркестанского фронта: «Сдача Белебея почти невооружённым бандам представляет собой факт неслыханного позора. Предлагаю Реввоенсовету Туркфронта через безусловно компетентных следователей выяснить обстановку сдачи Белебея для привлечения виновников как изменников и предателей…». Позднее Клюев докладывал о причинах восстания в Белебеевском уезде таким образом: «с одной стороны, слабая работа партии…, и, главным образом, контрреволюционная агитация, ведущаяся под лозунгом присоединения к Башкирской республике…».
Для подавления восстания был создан Уфимский губернский военно-революционный комитет, его руководителем назначен уполномоченный ВЧК по Башкирской АССР Ф. А. Сергеев (Артём). Ликвидацию восстания осуществляли 2‑я дивизия Туркестанского фронта, части Приуральского сектора войск внутренней охраны (ВОХР), батальоны БашЧК и Уфимского губернского чрезвычайного комитета под командованием Ю. Ю. Аплока. Аплок объединил все имеющиеся силы в строевые батальоны, которые свёл в две группы — Уфимскую и Бирскую, сформировал кавалерийский дивизион и все эти силы — 15 батальонов численностью 7213 штыков и 347 сабель при 50 пулемётах и 4 орудиях. Затем Аплок мобилизовал все коммунистические силы Уфы и губернии, а также части ВОХР и Губвоенкомата в отряд особого назначения, тем самым «образовав из них надёжный резерв в случае осложнений на фронте или выступления Башкирской республики [на стороне повстанцев]». Несмотря на плохое вооружение, восставшие оказывали сопротивление. И все же к середине марта 1920 года основные боевые силы «Армии Чёрного Орла» были разбиты частями Красной Армии. Подавление восстания сопровождалось репрессиями местного населения.

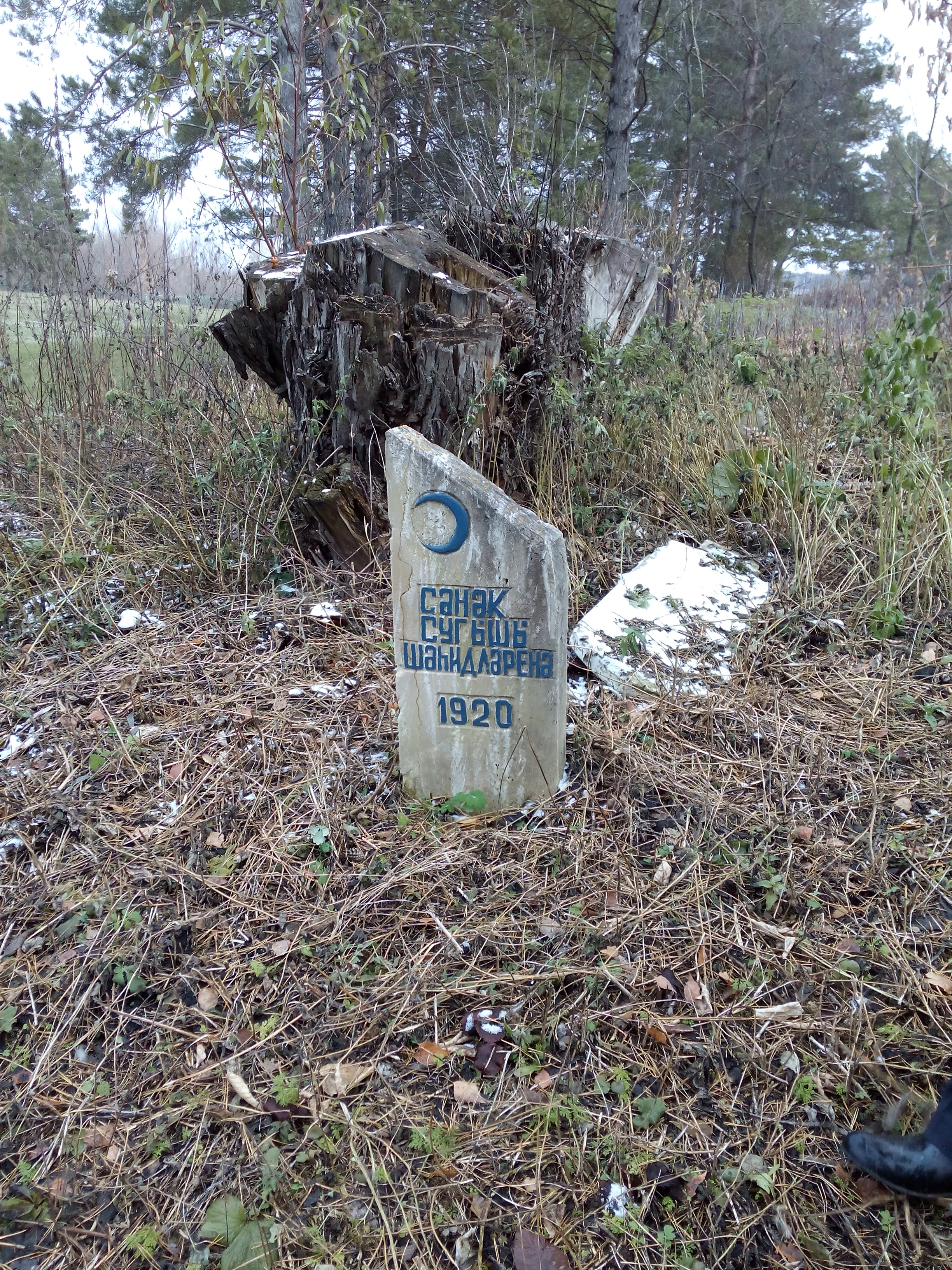
Камень на массовом захоронении жертв подавления Вилочного восстания. Куакбаш, Лениногорский район, Татарстан

## Итоги
В своём докладе Уфимский губком РКП(б) одной из причин восстания называл деятельность эсеров: «Происходившее восстание указывает на то, какую усердную работу вели левые эсеры в смысле агитации совместно с кулаками и благодаря чему умело подошли к мусульманскому населению; так, например, они издали приказ об организации Башкирской республики, и большая часть населения, ввиду несознательности, присоединилась к восстанию, якобы, „за свои права“». Уфимский губернский комитет РКП(б) также обвинил Башревком и его председателя А. Валидова в контрреволюционной агитации среди башкирского населения губернии
На заседании ЦК РКП(б) от 8 апреля 1920 года с участием И. В. Сталина, Ф. Э. Дзержинского и других восстание «Чёрный орёл» было определено как чисто национальное выступление организованное Правительством Башкирской АССР — Башкирским военно-революционным комитетом (Башревкомом) во главе с А. А. Валидовым.
Однако и после подавления восстаний, в том числе «Чёрного орла», Бурзян-Тангауровского и других продолжалась политика «военного коммунизма». Даже в неурожайном 1920/1921 хозяйственном году из Уфимской губернии и Башкирской АССР по продразвёрстке было вывезено 13 миллионов пудов хлеба, более миллиона пудов мяса и жиров, а также сотни тысяч пудов других видов продовольствия и сырья. Жестокое подавление восстаний и грабежи населения привели к трагическим последствиям массового голода населения в 1921—1922 годах, когда по далеко не полным данным погибло 650 тысяч человек.

## В художественной литературе
Событиям восстания посвящено произведение Зарифа Башири на башкирском языке «Ҡарағош яуы» («Нашествие Чёрного орла»).